# Landkreis Znaim
Der Landkreis Znaim war von 1938 bis 1945 eine Gebietskörperschaft im Großdeutschen Reich im südlichen Teil Mährens. Der Verwaltungssitz war Znaim.
Er umfasste:
- drei Städte (Mährisch Kromau, Proßmeritz und Znaim)
- 15 Märkte (Erdberg, Frain, Freistein, Gnadlersdorf, Groß Olkowitz, Grusbach, Hosterlitz, Irritz, Joslowitz, Mißlitz, Rausenbruck, Schaffa, Schattau, Schiltern und Zulb),
- 48 Gemeinden.

Am 1. Dezember 1930 lebten in dem Gebiet 102.609 Menschen, am 17. Mai 1939 waren es 90.352.

## Geschichte
Der Kreis wurde nach dem Münchner Abkommen aus den Gerichtsbezirken Frain, Joslowitz und Znaim des Okres Znojmo/Bezirk Znaim sowie dem Gerichtsbezirk Mährisch Kromau des Okres Moravský Krumlov/Bezirk Mährisch Kromau gebildet. Am 13. Oktober 1938 wurde das Gebiet von  deutschen Truppen besetzt. Die tschechoslowakischen Dörfer Groß Maispitz und Weskau wurden durch die Grenzziehung von jeglicher Verkehrsanbindung zum Binnenland abgeschnitten und konnten vom tschechoslowakischen Gebiet nur über morastige Wege durch den Granitzgrund erreicht werden. Mit der Grenzfestlegung vom 20. November 1938 erfolgten im Bereich der Sprachgrenze einige Ein- und Ausgliederungen von Gemeinden und Gemeindeteilen, die am 24. November umgesetzt wurden. Dabei wurde die Gemeinde Edmitz mit Ausnahme des Haltepunktes Edmitz im Austausch gegen die Gemeinde Groß Maispitz und den Bahnhof Wolframitzkirchen an die Tschechoslowakei abgetreten. Groß Maispitz war die einzige Gemeinde im Landkreis, in der ausschließlich Tschechen lebten.
Im Zuge der Neuordnung der Verwaltung des besetzten Sudetenlandes wurde er am 25. März 1939 dem Reichsgau Niederdonau angegliedert. Nach Kriegsende kam das Gebiet des Landkreises Znaim wieder zur Tschechoslowakei zurück; aus den Orten der Gerichtsbezirke Frain, Joslowitz und Znaim wurde der Okres Znojmo wieder errichtet, der Gerichtsbezirk Mährisch Kromau wurde wieder mit einigen Teilen des Gerichtsbezirks Hrottowitz/Hrotovice zum Okres Moravský Krumlov vereinigt.

## Landräte
1938–1939: Grazer
1939–1943: Alfred Kottek
1944–1945: Helmut Kleinert

## Städte und Gemeinden
- Aschmeritz, auch Naschmeritz
- Babitz
- Borotitz
- Chlupitz
- Damitz
- Erdberg
- Frain (1939: Eingemeindung von Windschau)
- Frainersdorf
- Freistein
- Frischau
- Gnadlersdorf
- Groß Maispitz (1938 im Gebietsaustausch gegen Edmitz)
- Groß Olkowitz
- Groß Tajax
- Grusbach
- Gubschitz
- Gurwitz
- Hermannsdorf-Schakwitz (1939 durch Fusion von Hermannsdorf und Schakwitz gebildet)
- Höflein
- Hosterlitz
- Irritz
- Joslowitz
- Kaidling
- Kallendorf (1939: Eingemeindung von Klein Tajax und Gerstenfeld; 1940 in Schatzberg umbenannt)
- Kaschnitzfeld
- Kirschfeld (1939 durch Fusion von Hödnitz und Taßwitz gebildet)
- Klein Grillowitz
- Klein Seelowitz
- Kodau
- Landschau
- Lechwitz
- Lidmeritz
- Luggau (1939: Eingemeindung von Baumöhl)
- Mährisch Kromau
- Mißlitz
- Mitzmanns
- Moskowitz
- Mühlfraun
- Neuweidenbach (1939 durch Fusion von Possitz und Groß Grillowitz gebildet)
- Nispitz
- Oberfröschau (einschließlich des 1938 von der Gemeinde Zerutek abgetrennten Ortsteiles Bahnhof Olbramkostel; 1939: Eingemeindung von Edenthurn, Liliendorf, Milleschitz und Zaisa)
- Panditz
- Petrein (1939 durch Fusion von Alt Petrein, Neu Petrein und Jasowitz gebildet)
- Pratsch
- Probitz
- Proßmeritz (1939: Eingemeindung von Bonitz, Gaiwitz und Wainitz)
- Rausenbruck
- Schaffa
- Schattau
- Schiltern
- Schöngrafenau (1939 durch Fusion von Schönau und Grafendorf gebildet)
- Schönwald
- Selletitz
- Socherl
- Stallek
- Teßwitz an der Wiese
- Töstitz
- Traubenfeld (1939 durch Fusion von Naschetitz und Dörflitz gebildet)
- Tullnitz
- Urbau
- Waldberg (1939 durch Fusion von Deutsch Konitz und Poppitz gebildet)
- Waldsee (Thaja) (1939 durch Fusion von Chwallatitz, Schröffelsdorf und Vöttau gebildet)
- Waltrowitz
- Wolframitz
- Znaim
- Zulb (1939: Eingemeindung von Klein Olkowitz)